# Presó de Seodaemun
Presó de Seodaemun (en hangul, 서대문형무소역사관) és un museu i antiga presó al districte de Seodaemun, Seül, Corea del Sud. Va ser construït a partir de l'any 1907.
La presó es va obrir el 21 d'octubre de 1908 amb el nom de Gyeongseong Gamok. Durant la primera part del període colonial japonès es coneixia com a presó de Keijo (Keijō Kangoku ). El 1923 es va canviar el nom a presó de Seodaemun, i més tard va tenir altres noms.

## Història
La presó es va utilitzar durant el període colonial japonès per empresonar activistes independentistes coreans. Originalment podia contenir uns 500 reclusos. Tenia una instal·lació separada per a dones i noies joves. El 1911, l'activista Kim Ku va ser empresonat aquí. L'any 1919, poc després del Moviment 1 de març, el nombre d'empresonats va augmentar dràsticament. Uns tres mil activistes es van retenir aquí. Entre els empresonats després del Moviment de l'1 de març hi havia Ryu Gwansun, que va morir a causa de la tortura infligida a ella.
Poc abans de la fi del període colonial l'any 1945, el nombre de presoners era de 2980. Després de l'alliberament, la presó va ser utilitzada pel govern de Corea del Sud i va ser coneguda amb diversos noms oficials, com la presó de Seül fins al 1961, l'Institut Correccional de Seül fins al 1967 i el Centre de Detenció de Seül fins al seu tancament el 1987. Va ser substituït per una instal·lació a la ciutat d'Uiwang, província de Gyeonggi.
El 1992, el lloc va ser dedicat com a Sala d'Història de la Presó de Seodaemun, part del Parc de la Independència de Seodaemun. Set dels quinze edificis originals del complex penitenciari es conserven com a monuments històrics. La Sala d'Història tracta temes relacionats amb la presó durant el període colonial japonès i continua servint com a sala commemorativa.
Durant una visita a Seodaemun l'agost de 2015, l'antic primer ministre japonès Yukio Hatoyama es va agenollar davant d'una pedra commemorativa com a expressió d'apologia dels crims de guerra japonesos durant la Segona Guerra Mundial.

## Ubicació

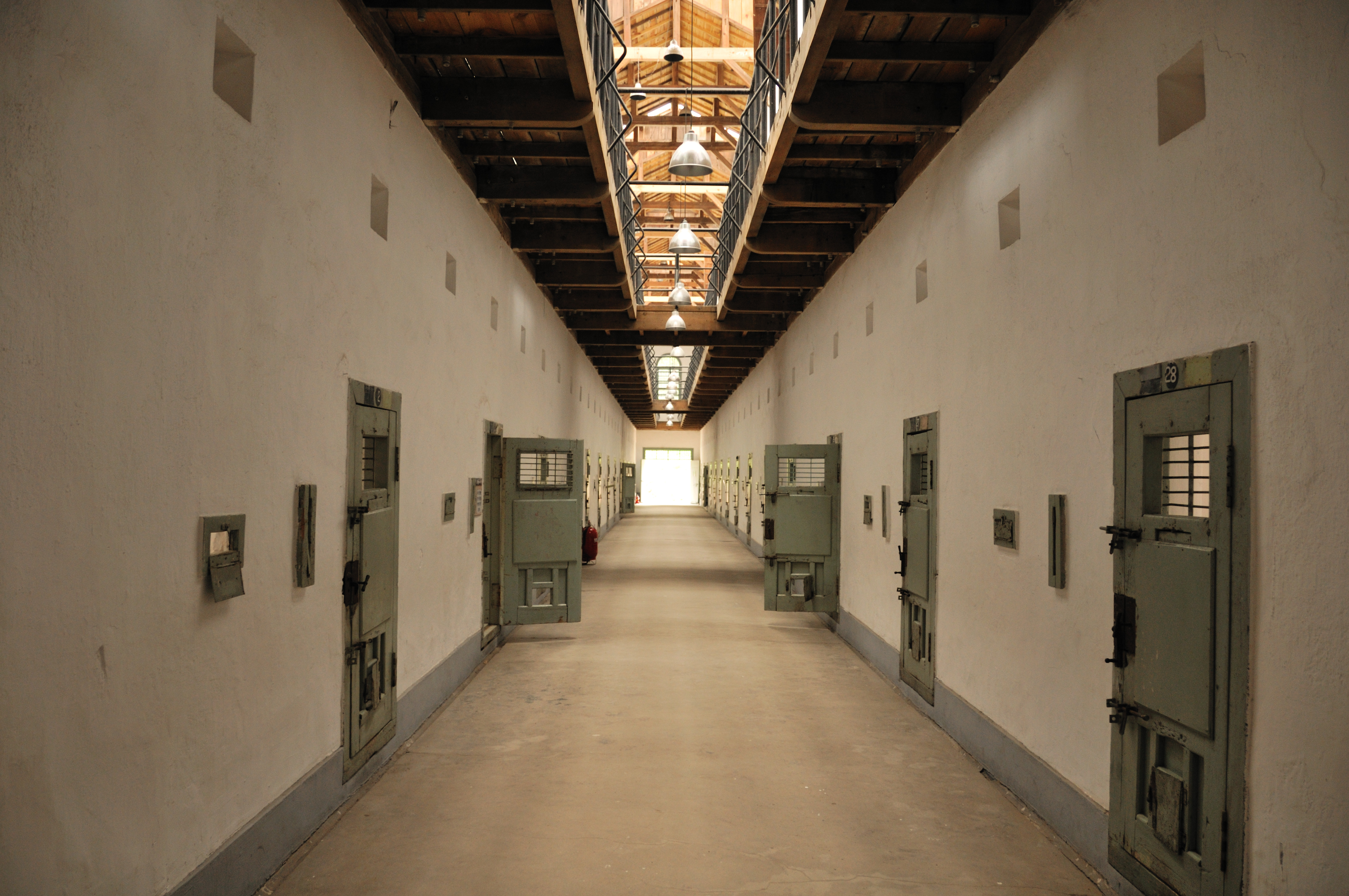
Interior de la caserna

El parc de la independència de Seodaemun, inclosa la presó de Seodaemun, es troba a prop de les sortides 4 o 5 de l’estació de Dongnimmun de la línia 3 del metro de Seül.